# Héctor Ramos
Héctor Omar Ramos Lebron (ur. 4 maja 1990 w Maunabo) – portorykański piłkarz występujący na pozycji napastnika, od 2018 zawodnik Sabah FA.

## Kariera klubowa
Ramos rozpoczynał swoją piłkarską karierę w zespole Sevilla FC Puerto Rico z siedzibą w mieście Bayamón. Już w swoim debiutanckim sezonie, 2008, wywalczył z nim mistrzostwo Portoryka i w pierwszej drużynie spędził ogółem dwa lata. W 2010 roku odszedł do klubu Alacranes del Norte z drugiej ligi salwadorskiej, jednak nie potrafił się tam przebić do seniorskiej ekipy i po kilku miesiącach powrócił do ojczyzny. Tam podpisał umowę z Puerto Rico United, występującym zarówno w lidze portorykańskiej – Puerto Rico Soccer League – jak i trzeciej lidze amerykańskiej – USL Pro.
W 2011 roku przeszedł do najbardziej utytułowanego klubu w kraju, Puerto Rico Islanders z zaplecza najwyższej klasy rozgrywkowej w Stanach Zjednoczonych. W North American Soccer League zadebiutował 22 września 2011 w wygranym 1:0 spotkaniu z Tampa Bay Rowdies, natomiast premierowego gola strzelił 13 maja 2012 w wygranej 2:0 konfrontacji z Fort Lauderdale Strikers. Następnie grał w Isidro Metapán, Al-Qadsiah FC, CD Águila i Puerto Rico FC. W 2018 przeszedł do Sabah FA.

## Kariera reprezentacyjna
Ramos, po kilku latach występów w juniorskich kadrach narodowych, zadebiutował w seniorskiej reprezentacji Portoryka 5 października 2010 w wygranym 2:0 spotkaniu z Saint-Martin w ramach Pucharu Karaibów. Wziął udział w eliminacjach do Mistrzostw Świata 2014, podczas których strzelił dwie pierwsze bramki w kadrze narodowej – 11 listopada 2011 w wygranej 4:0 konfrontacji z Saint Lucia. Trzy dni później, w wygranym 3:0 meczu z tym samym rywalem także dwukrotnie wpisał się na listę strzelców, jednak Portorykańczycy nie zdołali się ostatecznie zakwalifikować na mundial.